# 현대당
폴란드 현대당(폴란드어: .Nowoczesna 노보체스나[*])은 폴란드의 중도주의, 자유주의 정당이다. 폴란드 하원의 원내정당으로써는 가장 진보적인 축에 속한다.

## 역사
이 정당은 2015년 대선 직후 쿠키스15와 비슷한 시기에 창당되었다. 2015년 5월, 폴란드의 자유주의자들은 '현대 폴란드당'을 창당하였다. 그러나 이 이름은 폴란드의 한 재단인 '현대 폴란드재단'과 이름이 유사하여 논란이 일었고, 결국 얼마 못 가 이름을 지금과 같은 이름으로 바꾸게 되었다.
2015년 총선에서 28석을 얻어 법과 정의, 시민 연단, 쿠키스15에 이어 제4당이 되었다. 2016년 6월 4일 현대당은 유럽의 자유주의 정당인 유럽 자유민주동맹(ALDE)에 가입하였다.

## 역대 선거 결과

### 폴란드 하원
| 선거 | 합계                                 | 득표율     | 의석     | +/– | 집권 여부 |
| ---- | ------------------------------------ | ---------- | -------- | --- | --------- |
| 2015 | 1,155,370                            | 7.60 (#4)  | 28 / 460 | 28  | 야당      |
| 2019 | 5,060,355                            | 27.40 (#2) | 8 / 460  | 20  | 야당      |
| 2019 | 시민연합의 일원으로 선거에 참가했다. |            |          |     |           |

### 폴란드 상원
| 선거 | 합계                                 | 득표율     | 의석    | +/– | 집권 여부 |
| ---- | ------------------------------------ | ---------- | ------- | --- | --------- |
| 2015 | 394 817                              | 2.63 (#5)  | 0 / 100 | 0   | 야당      |
| 2019 | 6,490,306                            | 35.66 (#2) | 1 / 100 | 1   | 야당      |
| 2019 | 시민연합의 일원으로 선거에 참가했다. |            |         |     |           |

### 지방의회
| 선거 | 득표율                               | 의석     | +/– |
| ---- | ------------------------------------ | -------- | --- |
| 2018 | 27.2% (#2)                           | 31 / 552 | 31  |
| 2018 | 시민연합의 일원으로 선거에 참가했다. |          |     |

### 유럽의회
| 선거 | 득표율                               | 의석    | +/– |
| ---- | ------------------------------------ | ------- | --- |
| 2019 | 38.47 (#2)                           | 0 / 100 | 0   |
| 2019 | 유럽연합의 일원으로 선거에 참가했다. |         |     |